# Kvinnor i vetenskapen

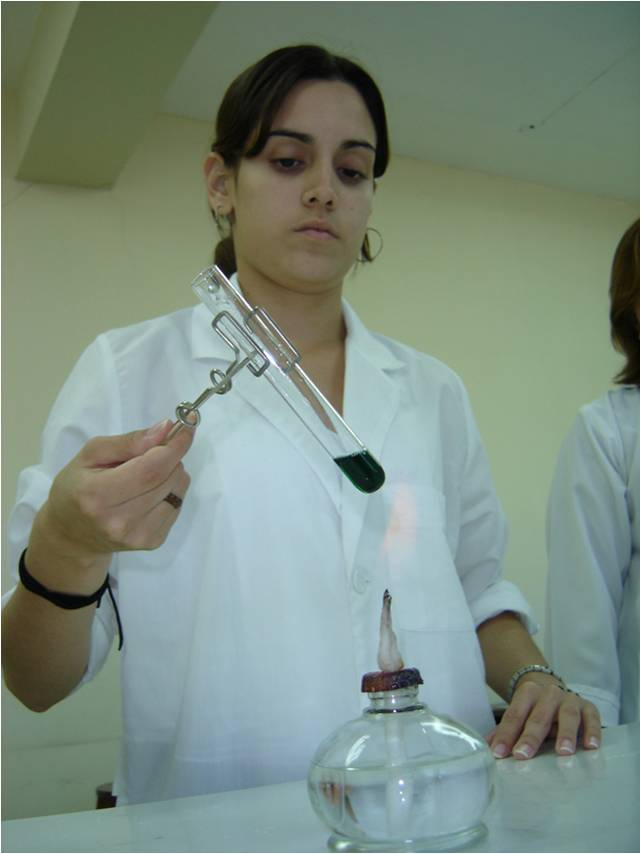
Andelen kvinnor inom naturvetenskapen stiger stadigt.

Vetenskap är generellt ett mansdominerat fält. Andelen kvinnor inom vetenskapen per världsdel var 2016 mellan 18 och 48 procent enligt Unesco. Naturvetenskapliga områden är speciellt mansdominerade, medan kvinnor betydligt oftare söker sig till samhällsvetenskapliga ämnen som psykologi, där de i flera länder är dominerande. Bland naturvetenskapliga ämnen är biologi ett av de med flest kvinnliga forskare och studenter.
Olika förklaringar till den lägre andelen har angetts. kvinnors rätt till högre utbildning blev allmän först på 1900-talet och i olika utsträckning i olika länder. Vissa undersökningar tyder på att den låga andelen kvinnor inom vetenskapen till stor del beror på stereotyper (många ser vetenskap som "manligt") samt självuppfyllande profetior.
I december 2015 instiftade Förenta nationerna, FN, en särskild temadag för att uppmuntra och stödja flickor och kvinnor att uppnå sin fulla potential som vetenskapliga forskare och innovatörer. Den internationella dagen för kvinnor och flickor inom vetenskapen infaller den 11 februari.

## Afrika
Andelen kvinnliga forskare i subsahariska Afrika var 31,8 procent år 2016 enligt Unescos rapport. Ojämlikhet mellan könen ses som en stor samhällsfråga men i många delar av regionen sker det en ökning av andelen kvinnor inom vetenskapliga områden. Detta sker framför allt inom lantbruksvetenskap.

## Asien
Andelen kvinnliga forskare i centrala Asien och sydvästra Asien var 48,2 procent respektive 18,5 procent år 2016 enligt Unescos rapport. Länder i centrala Asien har rapporterat höga siffror gällande kvinnor inom vetenskapliga fält där Kazakstan uppges ha uppnått jämställdhet mellan könen. Kazakiska kvinnor dominerar forskning inom medicin och hälsa och representerar ungefär hälften av ingenjörs- och teknikforskarna 2013. I de arabiska staterna är andelen kvinnliga akademiker relativt höga men väldigt få kvinnor är anställda eller utövar forskning inom vetenskapliga områden i vissa delar av regionen.

### Indien
Indien är ett exempel som motbevisar antaganden om att datavetenskapliga utbildningar är riktade till män. I Indien är intresset av datavetenskap relativt stort hos kvinnor jämfört med situationen i västerländska länder, exempelvis USA. Enligt en rapport från 2015 har mängden kvinnor som studerar en kandidatexamen inom datavetenskap och dataingenjör ökat de senaste 15 åren, där 42 % av studenterna var kvinnor inom programmen under 2011. Anledningen till ökningen anses vara en generell uttydning av att datavetenskapliga utbildningar är riktade mot studenter med hög intelligens, vilket tyder på en mer könsneutral inställning till datavetenskapliga ämnen inom landet. Att fullfölja en kandidatexamen inom datavetenskap ses som en definitiv källa till stegring av sitt självförtroende. Vetskapen om att en karriär efter utbildningen ofta leder till högt betalda yrken leder vägen till visionen om att bli självständig och mindre beroende av sin familj, vilket motiverar stora mängder av kvinnliga studenter i Indien.

## Europa
Andelen kvinnliga forskare i centrala och östra Europa var 39,3 procent år 2016 enligt Unescos rapport. Landet med lägst andel kvinnliga forskare var Nederländerna med 25,8 procent. Andelen kvinnor inom forskning har ökat men trots detta karaktäriseras Europa fortfarande av horisontal segregation där medlemskap i vetenskapsstyrelser förblivit övervägande manligt. Sedan mitten av 2000-talet har EU engagerat sig i att integrera kvinnliga forskare och genusforskning i sin forsknings- och innovationsstrategi.

### Sverige

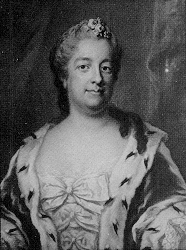
Eva Ekeblad.

I Sverige blev Eva Ekeblad 1746 den första kvinnan i vetenskapsakademien, och Charlotta Frölich den första kvinna som publicerade vetenskapliga arbeten i naturvetenskap genom Vetenskapsakademien.
Den första kvinnan som disputerade för doktorsgrad i Sverige var Ellen Fries som gjorde detta 1883 och den första kvinnan som fick en professur var Nanna Svartz  som fick det 1937. 2002 var ungefär 12 procent av alla professorer i Sverige kvinnor, medan Unesco i en rapport från 2007 rapporterade att kvinnliga forskare var 34,5 procent, vilket är något över Europas genomsnitt på 33,9 procent.  Procentsatsen kvinnor som doktorerar steg för varje år under 1990-talet, från 26 procent 1990 till 35 procent 1999. Statistik tyder på att kvinnor hellre väljer ämnen inom medicin och humaniora, medan män oftare väljer naturvetenskapliga, matematiska och informationsteknologiska ämnen.
Under perioden 2006–2016 har antalet kvinnor bland Sveriges professorer ökat från 690 till 1 390 helårspersoner, det vill säga en fördubbling på tio år. Andelen kvinnliga professorer har därmed ökat till 27 procent.
I forskningspropositionen år 2016 ställde regeringen ökade krav på jämställdhet inom forskningen på landets universitet och högskolor. Enligt det nationella jämställdhetsmålet ska hälften av alla nyrekryteringar till professorstjänster utgöras av kvinnor senast år 2030.

## Nordamerika

### USA
År 2003 motsvarade kvinnor bara 30 procent av alla naturvetenskapsdoktorander från amerikanska universitet, och 2001 var kvinnliga fakultetsmedlemmar mellan 10 och 30 procent av den totala gruppen, och kvinnor arbetar betydligt mer sällan på prestigefyllda universitet och institutioner jämfört med män. Jämfört med män, studerar kvinnor oftare kemi och biologi, och mer sällan ämnen som speciellt matematik, Andelen kvinnor inom vetenskapen stiger dock stadigt, trots att andelen kvinnor är betydligt lägre än andelen män – detta gäller både inom fakultetspositioner, forskare och studenter.
Man kan även se att andelen kvinnor som har tagit  en högskoleingenjörsexamen i USA har sedan år 2000 minskat med 10 % och andelen kvinnor inom yrket datavetenskap är 18 %. Detta ger en tydlig bild av att kvinnor i USA än idag är underrepresenterade i datavetenskaps yrket.

## Oceanien
Andelen kvinnliga forskare i östra Asien och Stillahavsregionen var 23,9 procent år 2016 enligt Unescos rapport. Kvinnor representerade en majoritet av doktorander inom områden relaterade till hälsa i både Australien och Nya Zeeland.

## Sydamerika
Andelen kvinnliga forskare i Latinamerika och Karibien var 35,1 procent år 2016 enligt Unescos rapport. Landet med högst andel kvinnliga forskare var Venezuela med 61,4 procent.

## Nobelpristagare

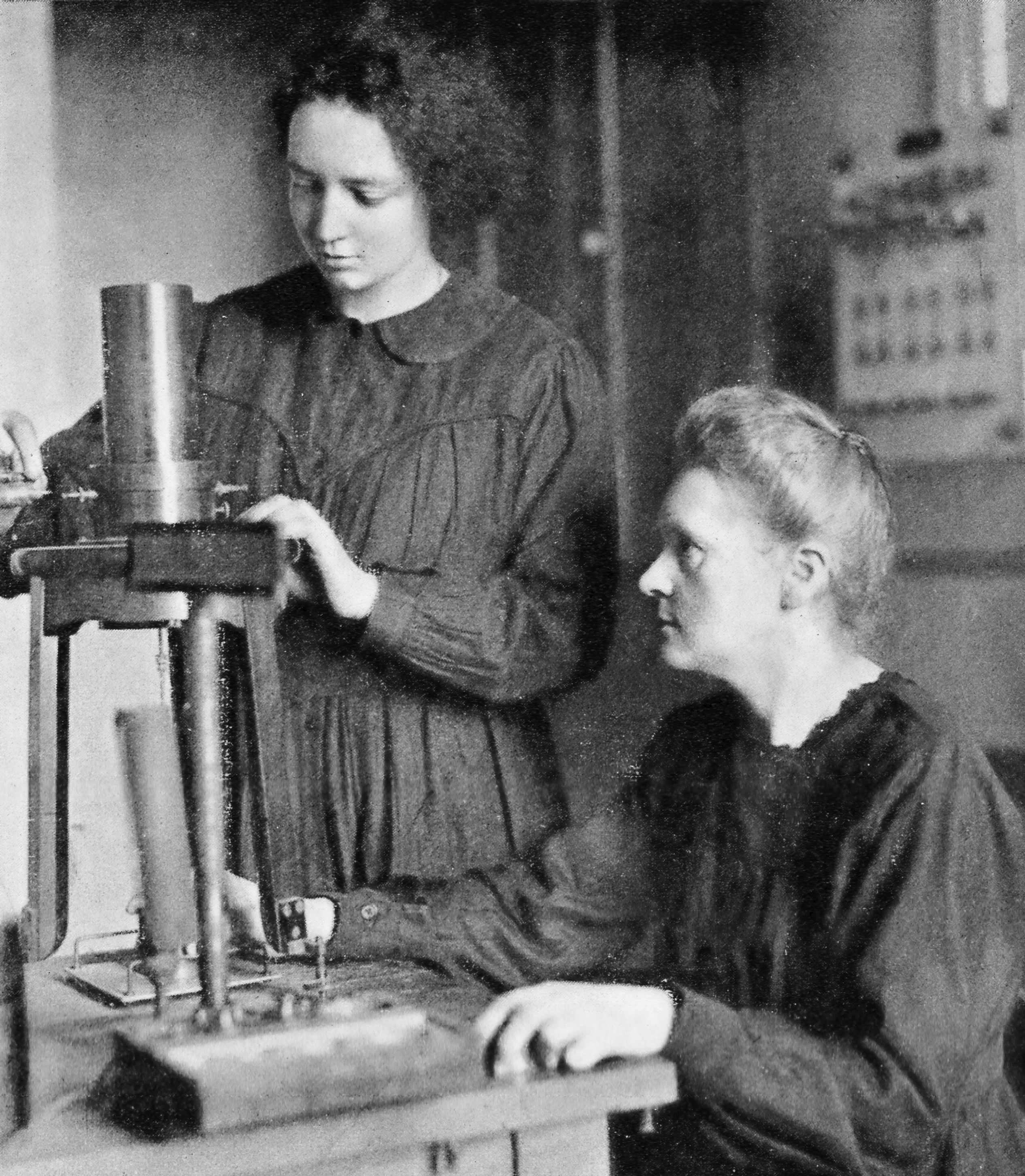
Irène Joliot-Curie och Marie Curie, 1925.

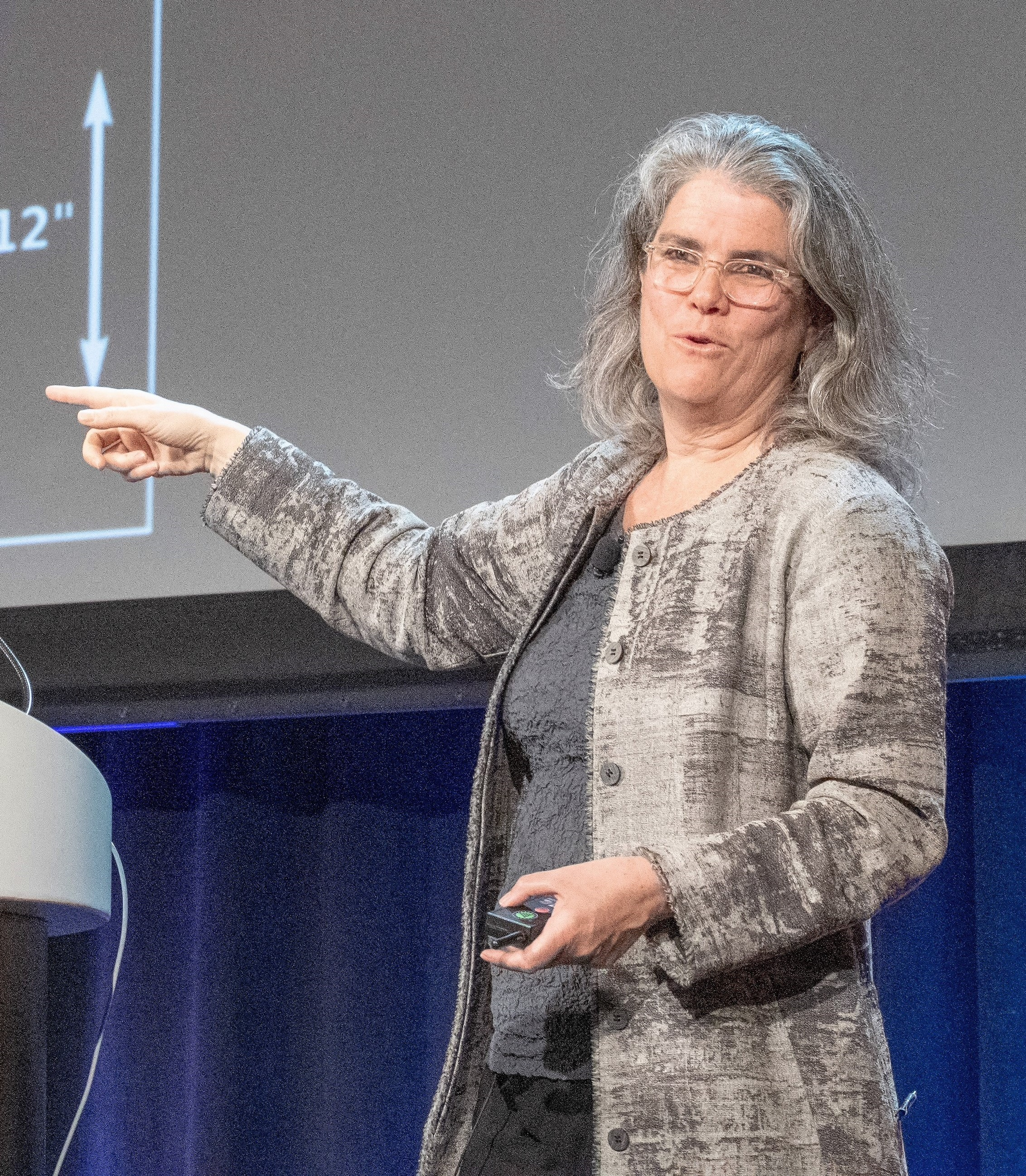
Andrea Ghez, 2019.

Nobelpriset har tilldelats kvinnor 24 gånger inom fysik, kemi och fysiologi eller medicin mellan 1901 och 2022. Den enda kvinna som blivit tilldelad priset två gånger är Marie Sklodowska-Curie som mottog Nobelpriset i fysik 1903 samt Nobelpriset i kemi 1911. Detta innebär att totalt 23 kvinnor har tilldelats Nobelpriset inom dessa vetenskapliga områden.

### Kemi
- 2022 – Carolyn R. Bertozzi
- 2020 – Emmanuelle Charpentier, Jennifer Doudna
- 2018 – Frances Arnold
- 2009 – Ada E. Yonath
- 1964 – Dorothy Crowfoot Hodgkin
- 1935 – Irène Joliot-Curie
- 1911 – Marie Sklodowska-Curie

### Fysik
- 2020 – Andrea Ghez
- 2018 – Donna Strickland
- 1963 – Maria Goeppert-Mayer
- 1903 – Marie Sklodowska-Curie

### Fysiologi eller medicin
- 2015 – Tu Youyou
- 2014 – May-Britt Moser
- 2009 – Elizabeth H. Blackburn
- 2009 – Carol W. Greider
- 2008 – Françoise Barré-Sinoussi
- 2004 – Linda B. Buck
- 1995 – Christiane Nüsslein-Volhard
- 1988 – Gertrude B. Elion
- 1986 – Rita Levi-Montalcini
- 1983 – Barbara McClintock
- 1977 – Rosalyn Yalow
- 1947 – Gerty Cori